# Кортемилия
Кортемѝлия (на италиански: Cortemilia; на пиемонтски: Cortmija, Кортъмия) е село и община в Северна Италия, провинция Кунео, регион Пиемонт. Разположено е на 247 m надморска височина. Населението на общината е 2454 души (към 2010 г.).